# Dębniki (Krakau)

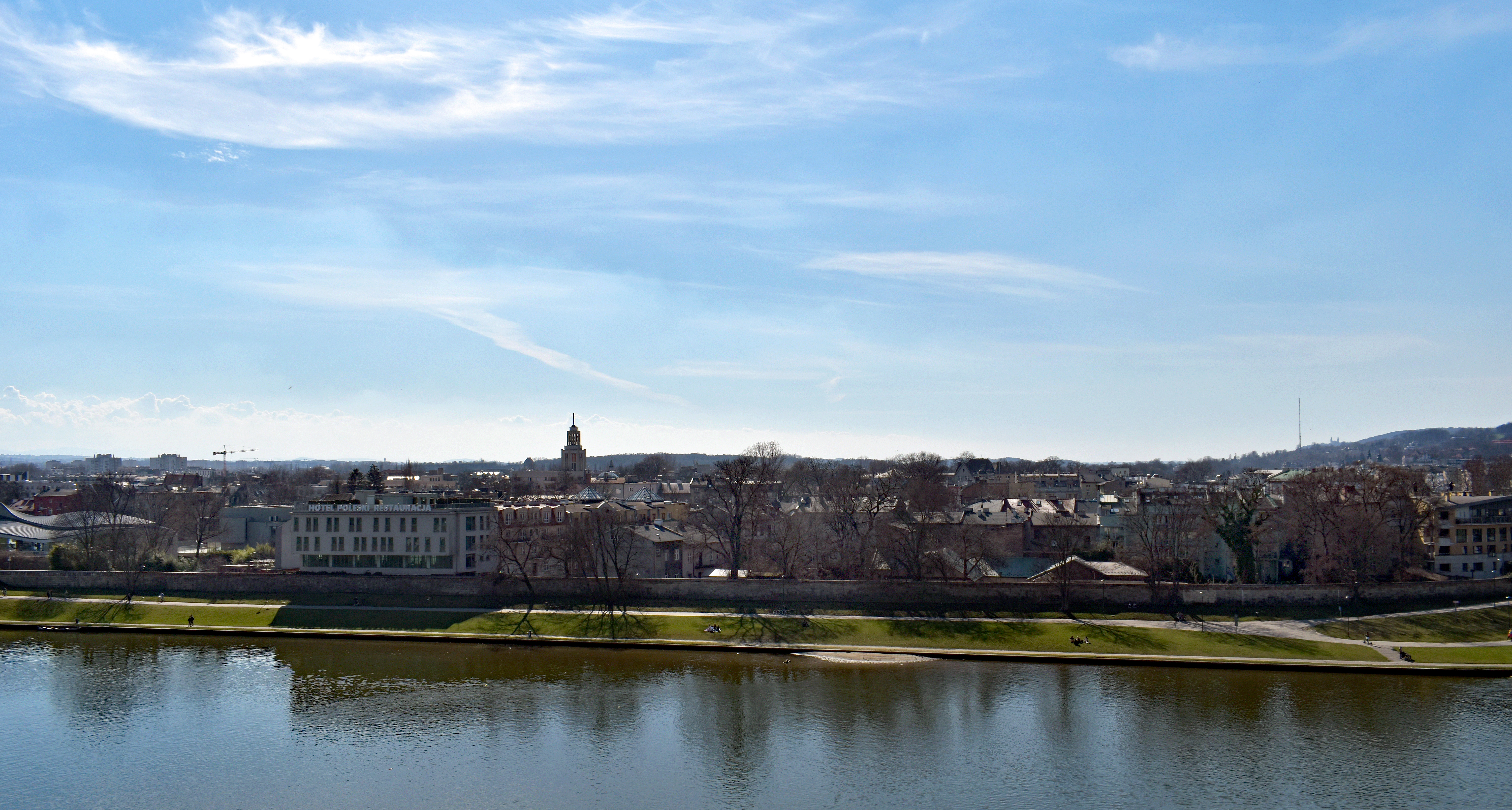
Dębniki vom Wawel aus gesehen

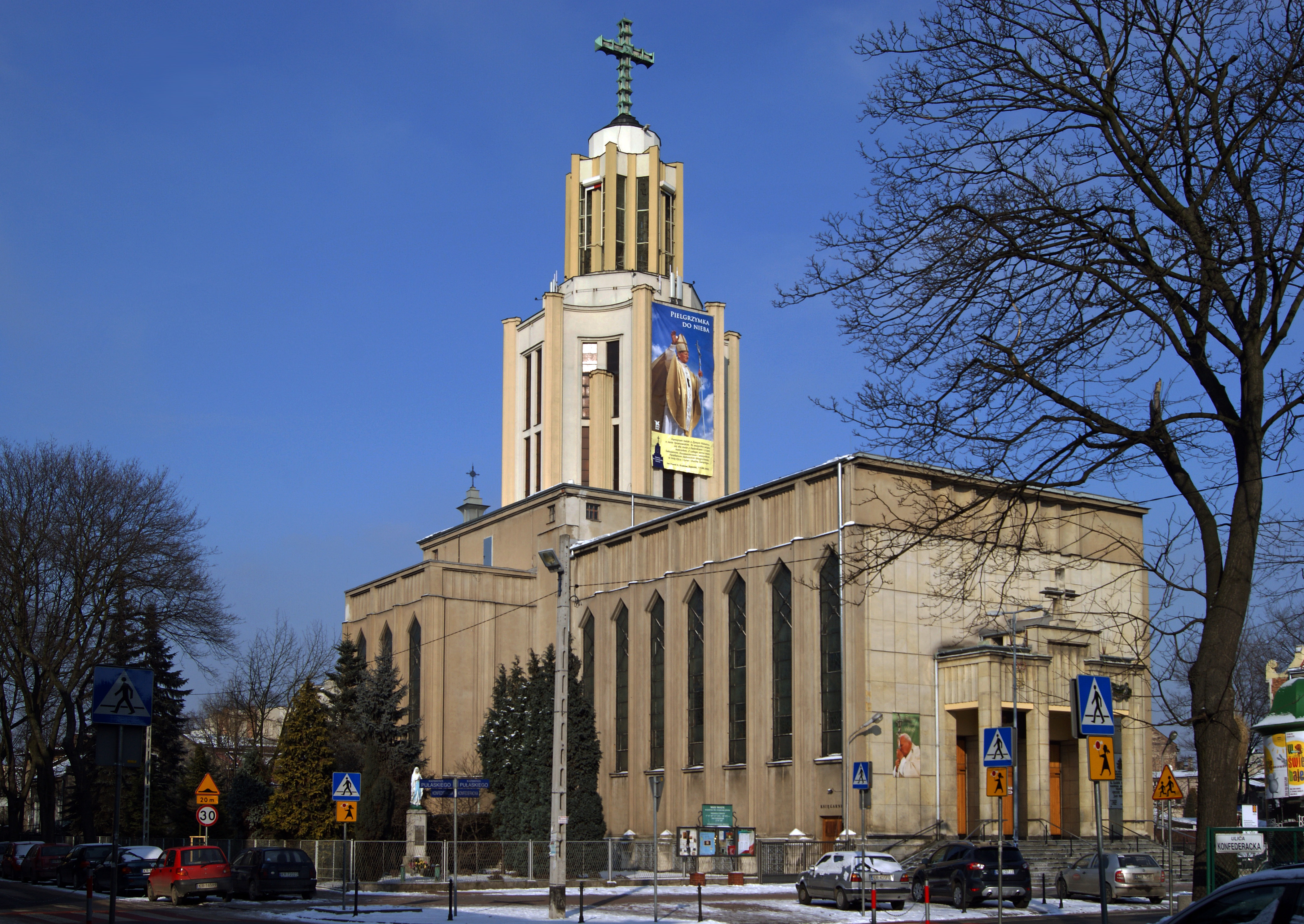
Salesianer-Kirche

Dębniki ist ein Stadtbezirk sowie ein ehemaliges Dorf am rechten, südlichen Ufer der Weichsel in Krakau in Polen.

## Geschichte
Eine Siedlung existierte schon im 9. bis 12. Jahrhundert, wurde aber erstmals im Jahr 1254 als Dubniz, Dubnic urkundlich erwähnt. Der Name bedeutet Eichenwäldchen. Im späten 14. Jahrhundert wurde der Ort Zawada nach Dębniki angeschlossen.
Politisch zählte der Ort zunächst zum Königreich Polen (ab 1569 in der Adelsrepublik Polen-Litauen), Woiwodschaft Krakau, Kreis Szczyrzyc. Bei der ersten Teilung Polens kam Dębniki 1772 zum neuen Königreich Galizien und Lodomerien des habsburgischen Kaiserreichs (ab 1804). Ab dem Jahr 1855 gehörte Dębniki zum Bezirk Podgórze.
Im Jahr 1888 wurde eine Eisenbahnbrücke mit einem Übergang für Fahrzeug- und Fußgängerverkehr an der Weichsel eröffnet, was zu einer größeren Suburbanisierung führte, und zwar nach Ludwinów mit dem zweitgrößten Bevölkerungswachstum in der Umgebung von Krakau in den Jahren 1880 bis 1900 (von 458 auf 2731, oder 596,29 %).
Im Jahr 1900 verfügte die Gemeinde Dębniki über eine Fläche von 115 Hektar mit 150 Häusern und 2672 Einwohnern, davon war die Mehrheit der Bevölkerung polnischsprachig (2497) und römisch-katholisch (2606), im Dorf lebten außerdem 36 Juden, 29 Menschen waren deutschsprachig. Die Bevölkerungsdichte war 2323 Einwohner je Quadratkilometer.
Am 1. April 1910 wurde die Gemeinde nach Krakau eingemeindet. Danach plante die Stadt Krakau den Ortsteil Dębniki in einen Stadtteil der Gärten umzuwandeln, jedoch wurde nur ein Park mit 4,82 Hektar Fläche gegründet. Im Zweiten Weltkrieg wollte Hans Frank die Błonia-Wiesen für die deutsche Besatzungsregierung des Generalgouvernements bebauen, aber der Architekt Hubert Ritter hatte durch Enteignungen und Abriss ein das Stadtbild stärker zerstörendes Projekt „Ost-Nürnberg“ in Dębniki entworfen, ein repräsentatives Regierungsviertel für 10.000 deutsche Beamte. In den Jahren 1938 bis 1945 wohnte dort Karol Wojtyła.

## Stadtbezirk

Dzielnica VIII Dębniki

Bis zum Jahr 1990 gehörte Dębniki zum Stadtbezirk Podgórze. Der gegenwärtige Stadtbezirk Dzielnica VIII Dębniki hatte 2016 eine Fläche 46,19 km² und 60.495 Einwohner. Er umfasst die ehemaligen Orte bzw. Siedlungen:
- Dębniki
- Bodzów
- Kapelanka
- Kobierzyn
- Koło Tynieckie
- Kostrze
- Ludwinów
- Pychowice
- Skotniki
- Tyniec
- Zakrzówek